# Theodor Pressel
Theodor Ernst Friedrich Pressel (* 26. November 1819 in Tübingen; † 30. Januar 1877 in Schorndorf) war ein lutherischer Geistlicher und Kirchenhistoriker.

## Leben
Pressel war einer der Söhne des Diakons Johann Gottfried Pressel (1789–1848). Er erhielt seine Schulbildung auf der Klosterschule Blaubeuren. 1837 erfolgte seine Aufnahme in das Tübinger Stift. Sein Studium der Philosophie und Theologie an der Universität Tübingen schloss er 1842 mit der Promotion zum Dr. phil. und der 1. Dienstprüfung ab. 1842 wurde er Vikar in Dettenhausen, 1847 in Tübingen, 1849 in Blaubeuren. Bereits in dieser Zeit wurde er auf dem Gebiet der Kirchengeschichte schriftstellerisch aktiv.
Pressel war 1850 kurzzeitig Redakteur beim Staatsanzeiger, bevor er 1850/1851 als Professor in Ludwigsburg war. 1851 erhielt er eine Stelle als Diakonverwalter, dann als Diakon in Tübingen. In dieser Zeit war er von 1867 bis 1870 auch Bezirksschulinspektor. 1872 wechselte er als Diakon nach Schorndorf. Dort war er außerdem Dekan des Kirchenbezirks Schorndorf.

## Publikationen
- Zustände des Protestantismus in Frankreich, Oisiander, Tübingen 1848.
- Joannis Tzetzae epistolae, Fues, Tübingen 1851.
- Ambrosius Blaurer's des schwäbischen Reformators Leben und Schriften, Liesching, Stuttgart 1861.
- Ambrosius Blaurer. Nach handschriftlichen und gleichzeitigen Quellen. Friderichs, Elberfeld 1862.
- Nicolaus von Amsdorf: nach gleichzeitigen Quellen, Friedrichs, Elberfeld 1862.
- Justus Jonas: nach gleichzeitigen Quellen, Friedrichs, Elberfeld 1862.
- Paul Eber: nach gleichzeitigen Quellen, Friedrichs, Elberfeld 1862.
- Zwei Actenstücke zur Genesis der Concordienformel, aus den Originalien des Dresdener Archivs. In: Jahrbücher für deutsche Theologie (JDTH) 11 (1866), S. 640–742.